# HMAS Voyager (D31)
«Вояджер» (D31) (англ. HMAS Voyager (D31) — військовий корабель, ескадрений міноносець типу «W» Королівського військово-морського флоту Великої Британії та Королівського австралійського ВМФ за часів Другої світової війни.
«Вояджер» був закладений 10 жовтня 1916 на верфі компанії Alexander Stephen and Sons, Глазго. 22 вересня 1917 увійшов до складу Королівських ВМС Великої Британії. У жовтні 1933 переданий до Королівського флоту Австралії.